# مكرم القيسي
مكرم مصطفى عبد الكريم القيسي (مواليد 31 آذار 1970) سياسي ودبلوماسي أردني يشغل منصب وزير السياحة والآثار في حكومة بشر الخصاونة منذ 22 كانون الأول 2022. من 14 حزيران إلى 11 تشرين الأول 2018 شغل منصب وزير الشباب في حكومة عمر الرزاز.